# Vysšaja Liga 1986
L'edizione 1986 della Vysšaja Liga fu la 50ª del massimo campionato sovietico di calcio; fu vinta dalla Dinamo Kiev, giunto al suo dodicesimo titolo.

## Formula
Le squadre partecipanti scesero a 16: le due squadre retrocesse nella stagione precedente (SKA Rostov e Fakel Voronež) non furono sostituite da formazioni neo promosse, dopo che CSKA Mosca e Daugava Rīga non superarono il girone di play-off al termine della stagione precedente. Le 16 formazioni si incontrarono in gare di andata e ritorno per un totale di 30 incontri.
Il sistema prevedeva due punti per la vittoria, uno per il pareggio e zero per la sconfitta; come negli anni precedenti era previsto un limite (da cui furono esentate la Dinamo Kiev e il Dnipro) nel numero massimo di pareggi che generano punti per squadra: tale limite fu da quell'anno portato a dieci, cosicché dall'undicesimo pareggio in poi, infatti, le partite nulle non davano punti alle squadre.
Le ultime due classificate furono retrocesse in Pervaja Liga al termine della stagione.

## Classifica finale
|                             | Pos. | Squadra           | Pt | G  | V  | N  | P  | GF | GS | DR  |
| --------------------------- | ---- | ----------------- | -- | -- | -- | -- | -- | -- | -- | --- |
| Unione Sovietica (bandiera) | 1.   | Dinamo Kiev       | 39 | 30 | 14 | 11 | 5  | 53 | 33 | +20 |
|                             | 2.   | Dinamo Mosca      | 38 | 30 | 14 | 11 | 5  | 46 | 26 | +20 |
|                             | 3.   | Spartak Mosca     | 37 | 30 | 14 | 9  | 7  | 52 | 21 | +31 |
|                             | 4.   | Zenit Leningrado  | 33 | 30 | 12 | 9  | 9  | 44 | 36 | +8  |
|                             | 5.   | Dinamo Tbilisi    | 33 | 30 | 12 | 9  | 9  | 36 | 36 | +0  |
|                             | 6.   | Šachtar           | 31 | 30 | 11 | 9  | 10 | 40 | 38 | +2  |
|                             | 7.   | Qairat            | 30 | 30 | 11 | 8  | 11 | 33 | 39 | -6  |
|                             | 8.   | Žalgiris          | 30 | 30 | 11 | 8  | 11 | 32 | 37 | -5  |
|                             | 9.   | Torpedo Mosca     | 30 | 30 | 10 | 11 | 9  | 31 | 28 | +3  |
|                             | 10.  | Dinamo Minsk      | 28 | 30 | 10 | 8  | 12 | 37 | 40 | -3  |
|                             | 11.  | Dnepr             | 28 | 30 | 8  | 12 | 10 | 41 | 41 | +0  |
|                             | 12.  | Metalist          | 27 | 30 | 9  | 9  | 12 | 21 | 25 | -4  |
|                             | 13.  | Neftçi Baku       | 26 | 30 | 8  | 12 | 10 | 33 | 38 | -5  |
|                             | 14.  | Ararat            | 26 | 30 | 8  | 10 | 12 | 27 | 44 | -17 |
|                             | 15.  | Čornomorec'       | 23 | 30 | 8  | 7  | 15 | 29 | 37 | -8  |
|                             | 16.  | T'orp'edo Kutaisi | 17 | 30 | 5  | 7  | 18 | 24 | 60 | -36 |

### Penalizzazioni per pareggi
- 1 punto: Dinamo Mosca e Torpedo Mosca
- 2 punti: Neftçi Baku e Dnepr

### Verdetti
- Dinamo Kiev Campione dell'Unione Sovietica 1986.
- Chornomorets Odessa e Torpedo Kutaisi retrocesse in Pervaja Liga.

## Statistiche

### Classifica cannonieri
| Gol |  |  | Giocatore             | Squadra        |
| --- |  |  | --------------------- | -------------- |
| 21  |  |  | Aleksandr Borodjuk    | Dinamo Mosca   |
| 17  |  |  | Oleh Protasov         | Dnepr          |
| 17  |  |  | Sergej Rodionov       | Spartak Mosca  |
| 13  |  |  | Mašalla Achmedov      | Neftçi Baku    |
| 13  |  |  | Heorhij Kandrac'eŭ    | Dinamo Minsk   |
| 12  |  |  | Oleksij Mychajlyčenko | Dinamo Kiev    |
| 12  |  |  | Ihor Petrov           | Šachtar        |
| 12  |  |  | Jurij Savičev         | Torpedo Mosca  |
| 10  |  |  | Ihor Bjelanov         | Dinamo Kiev    |
| 10  |  |  | Revaz Chelebadze      | Dinamo Tbilisi |
| 10  |  |  | Arminas Narbekovas    | Žalgiris       |
| 10  |  |  | Evstafij Pechlevanidi | Qairat         |